# Pura lana vergine (album)
Pura lana vergine è un album discografico del gruppo musicale italiano Fluxus, pubblicato nel 1999.

## Tracce
1. Uomo ghignante
2. Senza protezione
3. Tutto da rifare
4. Lacrime di sangue
5. Latte
6. Giro di vite
7. Le cose che non cambiano ma poi cambiano in un minimo limite di tempo
8. Classe
9. In un istante
10. Felici e contenti